# 白背玉山竹
白背玉山竹（学名：Yushania glauca）为禾本科玉山竹属下的一个种。

## 扩展阅读
- 維基物種上的相關：白背玉山竹